# Kobna Holdbrook-Smith
Kobna Kuttah Holdbrook-Smith (Accra, 23 agosto 1977) è un attore ghanese naturalizzato britannico, attivo in campo teatrale, televisivo e cinematografico.

## Biografia
Trasferitosi nel Surrey dal nativo Ghana quando era bambino, Holdbrook-Smith ha studiato recitazione alla Guildford School of Acting prima di esordire come attore nel 2002. In campo teatrale è noto soprattutto come interprete delle opere di August Wilson (Ma Rainey's Black Bottom, Manchester, 2006; Joe Turner's Come and Gone, Londra, 2010) e cantante di musical; per la sua interpretazione del ruolo di Ike Turner nel musical Tina nel West End londinese ha vinto il Laurence Olivier Award al miglior attore in un musical nel 2019. Ha recitato anche in diverse opere shakespeariane, tra cui Pene d'amor perdute al Globe Theatre nel 2007 e Amleto con Benedict Cumberbatch al Barbican Centre nel 2015.

## Filmografia parziale

### Cinema
- Il sosia - The Double (The Double), regia di Richard Ayoade (2013)
- Doctor Strange, regia di Scott Derrickson (2016)
- Ghost Stories, regia di Jeremy Dyson e Andy Nyman (2017)
- Justice League, regia di Zack Snyder (2017)
- Paddington 2, regia di Paul King (2017)
- L'uomo sul treno - The Commuter (The Commuter), regia di Jaume Collet-Serra (2018)
- Il ritorno di Mary Poppins (Mary Poppins Returns), regia di Rob Marshall (2018)
- Zack Snyder's Justice League, regia di Zack Snyder (2021)
- Wonka, regia di Paul King (2023)
- Appartamento 7A (Apartament 7A), regia di Natalie Erika James (2024)

### Televisione
- Casualty – serie TV, 1 episodio (2003)
- Absolute Power – serie TV, 1 episodio (2003)
- Little Britain – serie TV, 2 episodi (2004)
- Holby City – serie TV, 1 episodio (2004)
- Metropolitan Police – serie TV, 1 episodio (2007)
- Sirens – serie TV, 6 episodi (2011)
- Padre Brown (Father Brown) – serie TV, 1 episodio (2015)
- L'ispettore Barnaby (Midsomer Murders) – serie TV, episodio 17x01 (2015)
- The Last Panthers – serie TV, 5 episodi (2015)
- Class – serie TV, 1 episodio (2016)
- His Dark Materials - Queste oscure materie (His Dark Materials) – serie TV (2022)
- The Veil – miniserie TV, puntata 1x02 (2024)

## Doppiatori italiani
Nelle versioni in italiano delle opere in cui ha recitato, Kobna Holdbrook-Smith è stato doppiato da:
- Jacopo Venturiero in Ghost Stories, L'uomo sul treno - The Commuter
- Stefano Brusa ne Il ritorno di Mary Poppins
- Simone Crisari in Doctor Strange
- Francesco Sechi in Paddington 2
- Roberto Stocchi in His Dark Materials - Queste oscure materie
- Federico Talocci in Wonka